# NGC 2735
NGC 2735 في الفهرس العام الجديد، هي مجرة، تقع في كوكبة السرطان. اكتشفت في 26 فبراير 1878 بواسطة إدوارد ستيفان.

## الاكتشاف
اكتشفت في 26 فبراير 1878، بواسطة إدوارد ستيفان.